# Eublemma insignifica
Eublemma insignifica là một loài bướm đêm trong họ Erebidae.